# 拉蒙·麥格塞塞
拉蒙·德尔菲耶罗·麥格塞塞（1907年8月31日—1957年3月17日）第七任菲律賓總統，1953年至1957年在任。1957年在宿务省乘坐一架道格拉斯C-47运输机时飞机坠毁身亡。麦格塞塞原是一个汽车机械师，在太平洋战争期间是菲律宾游击队领导人，后被任命为三描禮士省军事首脑。战争结束后他连任两届自由党的国会议员，在埃尔皮迪奥·基里诺政府两次担任国防部长。

## 生平
拉蒙·麥格塞塞1907年8月31日出生於三描禮士省省會伊巴（Iba），父亲埃克塞基埃尔·麦格塞塞（1874 - 1968）是一个鐵匠，母亲佩费克塔·德尔菲耶罗（Perfecta del Fierro，1887-1980）是學校老師。他在圣纳西索的三描禮士学院读完高中后，1927年进入菲律宾大学。期间当过司机，后转到黎刹学院商务部研究院（1928 - 1932），并获得了一个商业学士学位。然后他在巴士公司做汽车机械师和车间主管。
二战爆发后，他加入了菲律宾第31摩托步兵师，当巴丹半岛在1942年投降后，麦格塞塞逃到山里，躲避日本搜捕至少4次。他组织了西部吕宋岛游击队，1942年4月5日任上尉指挥官。1945年1月29日清理了三描禮士省海岸的日军，帮助美国军队和菲律宾联邦军队登陆作战。
1946年4月22日，麦格塞塞在一些前游击队员的支持下，当选为菲律宾众议院自由党议员。1948年，总统曼努埃尔·罗哈斯派遣麦格塞塞去华盛顿参加游击队事务会议，协助美国国会通过罗杰斯退伍军人法案，为菲律宾的退伍军人争取福利。在所谓的1949年“肮脏的选举”中，他再次连任众议院议员，并担任众议院国防委员会主席。
1950年8月初，麦格塞塞向总统埃尔皮迪奥·基里诺提交一项镇压共产主义游击队的计划，被基里诺任命为国防部长。任内提高了军队的形象，改变人民对菲律宾军队的冷漠和不信任态度，并赢得他们的尊重和钦佩。
1953年2月28日麦格塞塞辞去国防部长职务，成为國民黨提名的总统候选人，1953年11月10日的选举受到美国政府，包括美国中央情报局强烈的影响，各个候选人一起强烈争夺美国支持，最终麦格塞塞赢得总统竞选。他宣誓就职穿着菲律宾国服巴隆他加禄（Barong Tagalog），宣布总统府的大门向所有人开放，因此被称为“曼波·麦格塞塞”（Mambo Magsaysay）。
作为总统，他是美国的亲密朋友和支持者，在冷战时期是一个反对共产主义的声乐发言人。他领导了东南亚条约组织基金会，也被称为1954年马尼拉条约，其宗旨在抑制共产主义、马克思主义运动在东南亚、南亚和西南太平洋的发展。
他的总统任期被公认为是菲律賓史上最清廉，被称为菲律宾的黄金岁月：贸易和工业蓬勃发展，菲律宾人在体育、文化和外交事务方面受到国际认可。
1957年3月16日，麦格塞塞离开马尼拉，前往宿霧市三个教育机构发表讲话。当天晚上凌晨1点，他登上总统专机“Mt. Pinatubo”（一架道格拉斯C-47运输机），自拉格機場起飛返回马尼拉。在3月17日清晨，飞机墜毀，包括麥格塞塞和24名政府官員在內的乘客全數罹難（僅有一名記者生還）。副总统卡洛斯·加西亚当时正式访问澳大利亚，接任麦格塞塞最后八个月的总统任期。
1957年3月31日，估计有500万人参加了麦格塞塞的葬礼。